# Ctenocassida vittigera
Ctenocassida vittigera es una especie de insecto coleóptero de la familia Chrysomelidae. Fue descrita en 1855 por Boheman.